# Živanj
Živanj är en bergstopp i Bosnien och Hercegovina.   Den ligger i entiteten Republika Srpska, i den sydöstra delen av landet, 70 km söder om huvudstaden Sarajevo. Toppen på Živanj är 1 696 meter över havet, eller 402 meter över den omgivande terrängen. Bredden vid basen är 28,9 km.
Terrängen runt Živanj är kuperad åt sydväst, men åt nordost är den bergig. Runt Živanj är det ganska tätbefolkat, med 67 invånare per kvadratkilometer.. Närmaste större samhälle är Gacko, 9,9 km söder om Živanj. 
I omgivningarna runt Živanj växer i huvudsak lövfällande lövskog.